# Режисерська гра

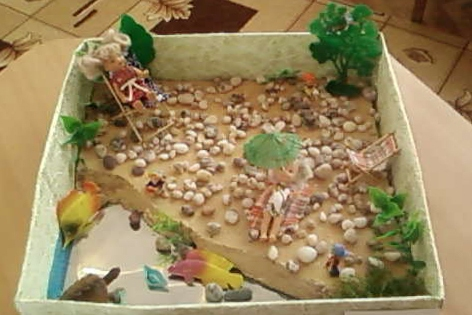
producer game

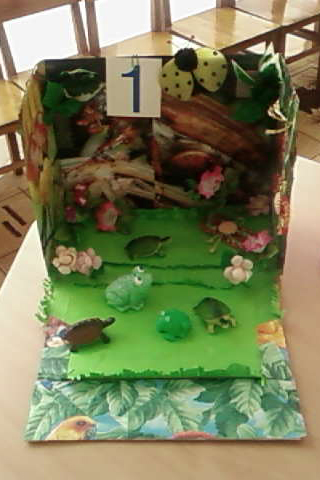
producer game

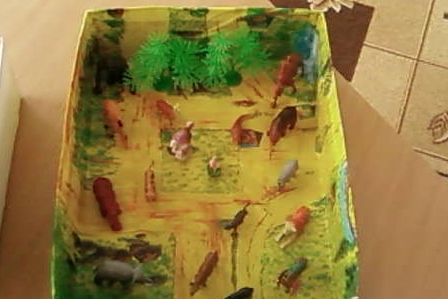
producer game

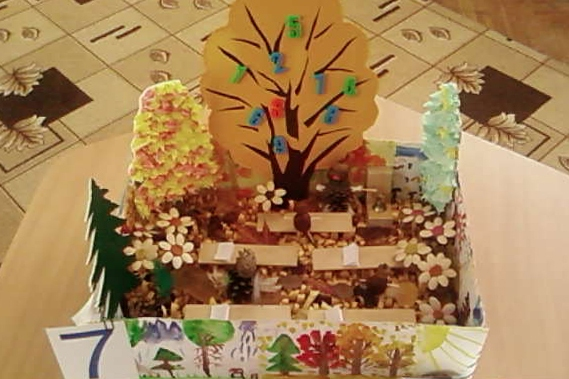
producer game

Режисерська гра - один з видів творчої гри дошкільників. Такий вид гри виникає на початку дошкільного віку і є індивідуальною формою ігрової діяльності дитини. 

Д.В.Менджерицька, О.П.Усова під режисерською грою розуміють індивідуальну гру дитини з використанням персонажів; Л.А.Венгер, В.С.Мухіна - як гру наодинці, яка увібрала досвід сукупної гри, де дитина виступає як режисер у театрі; В.А.Кожевнікова - як суб'єктивну діяльність, яка визначається особливостями ставлення дитини до світу та здійснюється за допомогою ігрових дій; І.Кирилов, Н.Короткова - як гру з дрібними
іграшками, в якій дитина розгортає події з персонажами-іграшками, ототожнюючи себе з ними або дещо відмежовуючись від них .

В основу сюжету дитина покладає власний індивідуальний досвід, сама встановлює правила, визначає сюжетну лінію та сама регулює відносини між персонажами, як режисер. У таких іграх діти не тільки самостійно відображають дії з предметами, а й відносини між персонажами. 

Режисерські ігри сприяють розвитку творчості дитини, її творчої уява, просторового мислення, довільної увага. Дитині не треба враховувати позицію інших дітей, не треба підлаштовуватись під них, вона залишається сама собою. Дитина сама придумує свої правила і сама їх виконує. 
Основними умовами режисерської гри є:
- знання про навколишню дійсність;
- якісне предметно-ігрове середовище;
- спокійна, тиха атмосфера;

необмеженість у часі.
Основними матеріалами для режисерських ігор є створене ігрове поле та іграшки невеликого розміру відповідно до тематики гри.